# Actinote insularis
Actinote insularis är en fjärilsart som beskrevs av Charles Oberthür 1917. Actinote insularis ingår i släktet Actinote och familjen praktfjärilar. Inga underarter finns listade i Catalogue of Life.